# Heat Waves
«Heat Waves» —en español: «Olas de calor»— es una canción del grupo británico Glass Animals, lanzada como sencillo de su tercer álbum de estudio Dreamland el 29 de junio de 2020. Fue lanzado junto con su video musical. Glass Animals organizó una competencia de remezclas para la pista, y el productor británico Shakur Ahmad, de 19 años, ganó y la banda emitió su remix, junto con un remix del DJ estadounidense Diplo en agosto de 2020.
La canción fue votada en primer lugar en Triple J Hottest 100 of 2020 de Australia, que se transmitió el 23 de enero de 2021, lo que convirtió a Glass Animals en el primer acto británico en encabezar la cuenta regresiva desde que Mumford & Sons ganó la encuesta de 2009 con «Little Lion Man». Más tarde, la canción alcanzó la lista del ARIA Singles Chart de Australia con fecha del 1 de marzo de 2021. Para septiembre de 2021, la canción había acumulado más de mil millones de reproducciones en Spotify. En los Brit Awards de 2022 «Heat Waves» fue nominado a Mejor Sencillo Británico. La canción se mantuvo en él número 1 del Billboard Hot 100, Billboard Global 200 y Billboard Global Excl. USA, durante 6 semanas  consecutivas, siendo la 2.ª canción con más semanas en él número 1 del 2022, sólo siendo superada por el todo terreno As It Was de Harry Styles con 15 Semanas.

## Composición
Dave dijo que «Heat Waves» «trata sobre la pérdida y el anhelo, y finalmente darse cuenta de que no puedes salvar algo».

## Video musical
El video musical fue dirigido por Colin Read y se estrenó el 29 de junio de 2020. Muestra al líder Dave Bayley caminando por las calles de East London tirando de un carro lleno de varios televisores, filmado por sus vecinos usando sus teléfonos durante el cierre de COVID-19, antes de llegar a un lugar, colocando los televisores en un escenario que luego muestra a sus compañeros de banda tocando sus instrumentos y cantando el resto de la canción. Dave lo llamó «una carta de amor a la música en vivo y la cultura y unión que la rodea».

## Personal
Glass Animals
- Dave Bayley – voz, guitarra, teclados, batería, cuerdas, percusión
- Edmund Irwin-Singer – guitarra, programación
- Drew MacFarlane – guitarra, cuerdas, programación
- Joe Seaward – batería

Personal técnico
- Dave Bayley – productor, ingeniero de grabación
- Riley McIntyre – ingeniero de grabación
- Chris Galland – ingeniero de mezcla
- Manny Marroquin – ingeniero de mezcla
- Chris Gehringer – ingeniero de masterización

## Posicionamiento en listas

### Listas semanales
| Listas (2020–2021)                        | Mejor posición |
| ----------------------------------------- | -------------- |
| Australia (ARIA)                          | 1              |
| Austria (Ö3 Austria Top 40)               | 2              |
| Bélgica (Flandes) (Ultratop 50)           | 4              |
| Bélgica (Valonia) (Ultratop 50)           | 7              |
| Canadá (Canadian Hot 100)                 | 2              |
| Canadá Rock (Billboard)                   | 35             |
| Croacia (Billboard)                       | 10             |
| República Checa (Rádio Top 100)           | 29             |
| República Checa (Singles Digitál Top 100) | 1              |
| Dinamarca (Tracklisten)                   | 9              |
| Finlandia (OFC)                           | 7              |
| Francia (SNEP)                            | 14             |
| Alemania (Offizielle Deutsche Charts)     | 2              |
| Global 200 (Billboard)                    | 1              |
| Grecia (IFPI)                             | 12             |
| Hungría (Rádiós Top 40)                   | 7              |
| Hungría (Single Top 40)                   | 4              |
| Hungría (Stream Top 40)                   | 2              |
| India (IMI)                               | 1              |
| Indonesia (Billboard)                     | 6              |
| Irlanda (IRMA)                            | 5              |
| Italia (FIMI)                             | 40             |
| Lituania (AGATA)                          | 1              |
| Malasia (RIM)                             | 4              |
| Países Bajos (Dutch Top 40)               | 2              |
| Países Bajos (Mega Single Top 100)        | 6              |
| Nueva Zelanda (Recorded Music NZ)         | 3              |
| Noruega (VG-lista)                        | 2              |
| Filipinas (Billboard)                     | 24             |
| Polonia (Polish Airplay Top 100)          | 10             |
| Portugal (AFP)                            | 4              |
| Rumania (Airplay 100)                     | 63             |
| Escocia (Scottish Singles Sales Chart)    | 73             |
| Singapur (RIAS)                           | 2              |
| Eslovaquia (Rádio Top 100)                | 2              |
| Eslovaquia (Singles Digitál Top 100)      | 1              |
| Sudáfrica (RISA)                          | 11             |
| España (PROMUSICAE)                       | 49             |
| Suecia (Sverigetopplistan)                | 6              |
| Suiza (Schweizer Hitparade)               | 1              |
| Reino Unido (UK Singles Chart)            | 5              |
| Estados Unidos (Billboard Hot 100)        | 1              |
| Estados Unidos (Adult Contemporary)       | 11             |
| Estados Unidos (Adult Top 40)             | 1              |
| Estados Unidos (Mainstream Top 40)        | 1              |
| Vietnam (Billboard Vietnam Hot 100)       | 16             |

### Posición fin de año
| Lista (2020)                                | Posición |
| ------------------------------------------- | -------- |
| US Hot Rock & Alternative Songs (Billboard) | 49       |

## Historial de lanzamientos
| País           | Fecha                | Formato                | Discográfica | Ref.   |
| -------------- | -------------------- | ---------------------- | ------------ | ------ |
| Estados Unidos | 9 de febrero de 2021 | Contemporary hit radio | Republic     | [ 55 ] |